# ألفا روميو 164
ألفا روميو 164 (بالإنجليزية: Alfa Romeo 164)‏ هي سيارة تم تصنيعها من قبل ألفا روميو الإيطالية.